# Aerarium

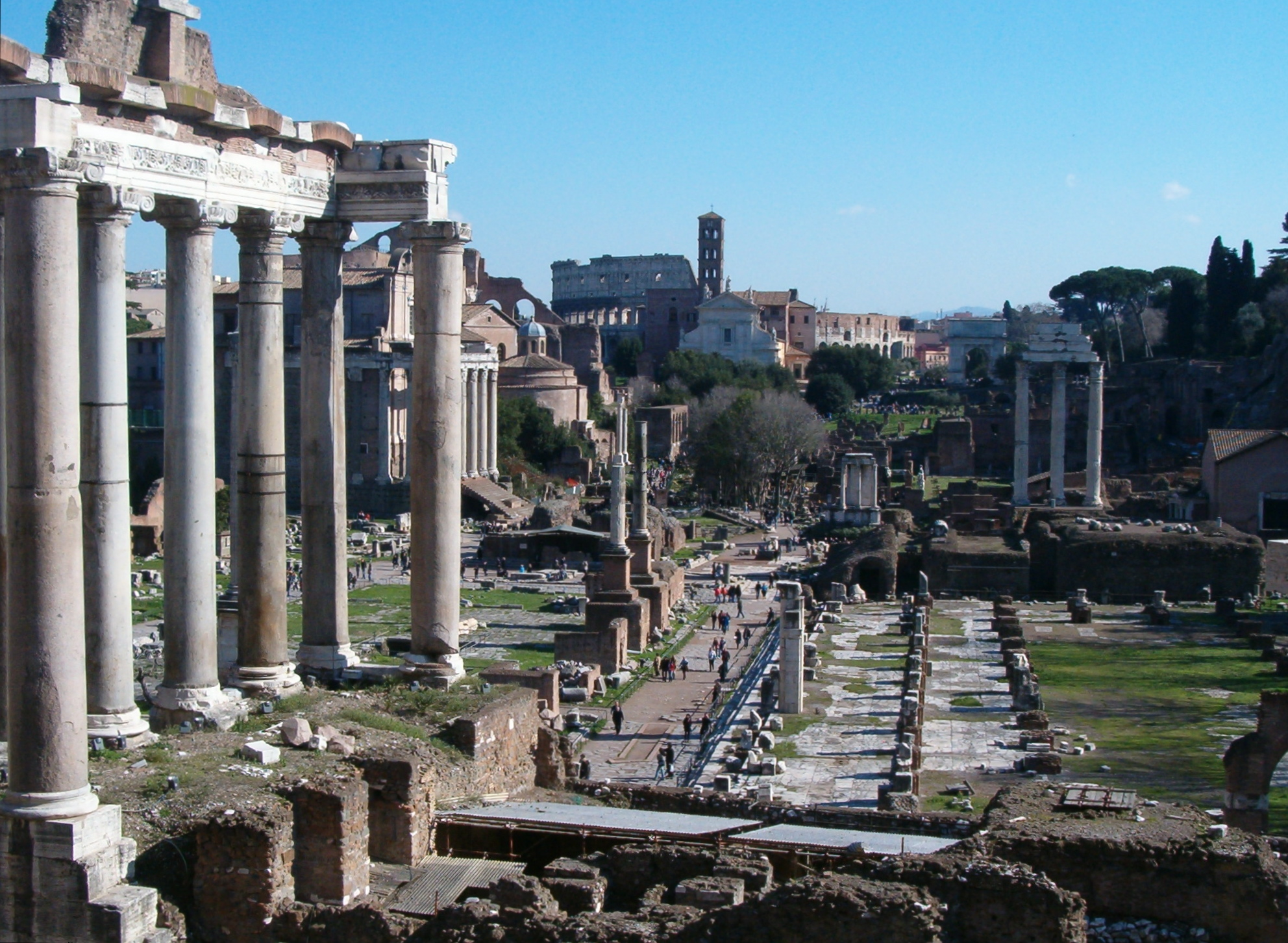

Aerarium var den byggnad i Rom där Romarrikets första arkiv var inrymt. Arkivet inrättades strax efter republikens införande 507 f.Kr. och skall ha brukats till dess att nya arkivet (Tabularium) uppfördes år 79 f.Kr. Förutom arkivet var också Roms skattkammare inrymd i byggnaden.